# Helmut Thielen
Josef Hans Helmut Thielen (* 4. September 1941; † 25. August 2020) war Sozialphilosoph, Ökologe und Agrarwissenschaftler.

## Leben
Helmut Thielen studierte von 1962 bis 1969 Sozialwissenschaften und Philosophie in Marburg und Frankfurt am Main, u. a. bei Wolfgang Abendroth, Theodor W. Adorno, Jürgen Habermas, Max Horkheimer und Herbert Marcuse. Hieran schloss er von 1974 bis 1978 und 1984/1985 ein Studium der Landschaftsplanung, Internationalen Agrarentwicklung und Agrarökologie in Berlin an. 1988 promovierte er an der Technischen Universität in Berlin mit einer Fallstudie zur Entwicklung der Agrarreform und Umweltpolitik in Nicaragua 1979-1989, einer Arbeit zum Problem der Agrarreform und der Umweltpolitik in Lateinamerika. Neben Tätigkeiten in verschiedenen Berufsfeldern – Arbeiter im Hoch- und Landschaftsbau, Referent für politische Bildung bei der Industriegewerkschaft Chemie, Papier, Keramik und der Industriegewerkschaft Metall, Ingenieur/Angestellter in der Senatsverwaltung von Berlin, Lehrbeauftragter für Soziologie und für Landschaftsplanung in Berlin an der Technischen Fachhochschule, der Fachhochschule für Sozialpädagogik und Sozialarbeit, der Freien und der Technischen Universität – hat er zwischen 1985 und 1994 als freier Publizist gearbeitet. Von 1994 bis 1998 war er Gastprofessor für sozialphilosophische Forschung an der Bundesuniversität von Campo Grande im brasilianischen Bundesstaat Mato Grosso do Sul mit einer Arbeit zur historisch-politischen Philosophie Walter Benjamins (s. u. Werke) Danach war er bis 2005 Professor für Soziologie und Sozialökologie an der vom Jesuitenorden geführten Universidade do Vale do Rio dos Sinos (UNISINOS) in São Leopoldo, Rio Grande do Sul.
In seiner Forschung widmet Thielen sich der interdisziplinären Konstruktion einer Kritischen Theorie der emanzipatorischen Praxis, ein unabgeschlossenes Projekt, das 1993 begonnen wurde (die betreffenden Buchveröffentlichungen sind unten mit einem * markiert). Er hat 17 Bücher und zahlreiche Artikel in Zeitschriften und Zeitungen sowohl zur Philosophie der gesellschaftlichen Praxis als auch über Entwicklungschancen der Regionen des Südens veröffentlicht in Brasilien, Deutschland, México, der Schweiz und Venezuela. Auch nach seiner Pensionierung setzte Thielen seine Arbeit im o. g. Projekt fort.
Helmut Thielen hat einen Sohn, Christoph Jerchow (geb. 1971).

## Werke
- Befreiung im 21. Jahrhundert. Horlemann, Bad Honnef 2007, ISBN 978-3-89502-229-6.
- Eingedenken und Erlösung. Walter Benjamin. Königshausen und Neumann, Würzburg 2005, ISBN 3-8260-2992-5.
- A solidão do ´Terceiro Mundo´. Para um desenvolvimento autônomo do Hemisfério Sul. Editora da Unisinos, São Leopoldo 2004, ISBN 85-7431-202-9.
- Die Wüste lebt. Jenseits von Kapital und Staat. Verlag Graswurzelrevolution, Heidelberg 2001, ISBN 3-9806353-3-3.
- Além da Modernidade? Para a globalização de uma esperança conscientizada. Editora Vozes, Petrópolis 1998, ISBN 85.326.2041-8.
- Ecologia Crítica. Conviver e cooperar com a natureza. Editora da Unisinos, São Leopoldo 2001, ISBN 85-7431-066-2.
- Warum die Blue Jeans schwarz geworden sind. Nachruf auf den Zeitgeist der „Postmoderne“. Kramer Verlag, Berlin 1998, ISBN 3-87956-242-3.
- Diskurs und Widerstand. Philosophie der gesellschaftlichen Praxis. Horlemann, Unkel/Rhein, Bad Honnef 1995, ISBN 3-89502-011-7.
- Befreiung. Perspektiven jenseits der Moderne. Echter, Würzburg 1994, ISBN 3-429-01625-8.
- Subversion und Gemeinschaft. Befreiung in der Zeitenwende. Edition Nautilus, Hamburg 1993, ISBN 3-89401-218-8.
- Die Einsamkeit der Dritten Welt. Ökonomisch-ökologische Wege aus der Krise des Südens. Horlemann, Unkel/Rhein, Bad Honnef 1992, ISBN 3-927905-43-7.
- Der Krieg der Köpfe, vom Golfkrieg zur neuen Weltordnung. Herausgeber mit Ulrich Albrecht: Horlemann, Unkel/Rhein, Bad Honnef 1991, ISBN 3-927905-42-9.
- Revolution des Glaubens. Religionsphilosophische Versuche über Befreiung. Argument Verlag, Hamburg, Berlin 1991, ISBN 3-88619-620-8 (Edition Philosophie und Sozialwissenschaften 20).
- Nicaragua – Entwicklung der Agrarreform und Umweltpolitik seit 1979. Dissertation, Breitenbach, Saarbrücken, Fort Lauderdale 1988, ISBN 3-88156-425-X (Forschungen zu Lateinamerika, Band 18).
- Landwirtschaft und Umwelt in Lateinamerika und Nicaragua. Informationen, Analysen, Argumente. herausgegeben in Zusammenarbeit mit dem Informationsbüro Nicaragua e.V., Wuppertal, isp-Verlag, Frankfurt a. M. 1988, ISBN 3-88332-138-9.
- Agrarreformen in Lateinamerika zwischen Ökonomie und Ökologie. Modellfall Nicaragua. Haag und Herchen, Frankfurt am Main 1985, ISBN 3-88129-958-0.
- Der Verfall der Inneren Führung. Politische Bewusstseinsbildung in der Bundeswehr. Europäische Verlagsanstalt, Frankfurt am Main 1970.

## Manuskripte in Bearbeitung für Buchveröffentlichungen
- Na contramão: Marx. Compreender para saber agir.
- Teoria e práxis. A atualidade da Teoria Crítica
- Natureza e sociedade. Para um outro desenvolvimento sustentável.
- Leben lieben glauben in dieser Zeit. Eine Eros-Theos-Logia